# 備南
備南（びなん）とは南備（なんび）とも言われ、岡山県内の地域である。

## 概要
備中国の南部の意味で、備中国南部、つまり岡山県南西部の一帯を指す地域名である。
該当する地域
- 倉敷市
- 総社市
- 井原市
- 笠岡市
- 浅口市
- 里庄町
- 矢掛町
- 早島町

なお倉敷市は備前国域も市域となっているが、大半が備中国であるため備南に含む場合が多い。また、倉敷市内の備中に該当する地域のみを該当させる場合もある。
さらに、岡山市内の備中国であった地域も含める場合がある。

## 地形
高梁川の中下流域、およびその支流の小田川流域にあたる。なお南西に位置する笠岡・浅口地区は高梁川流域とはなっていない。
南部は瀬戸内海に面している。南西の笠岡市沖には笠岡諸島がある。
岡山平野の西部にあたり、平野が多く広がっている。小田川流域の矢掛町・井原市の中心市街地は盆地状の地形となっている。エリア中央部に地域を南北に分けるように東西に丘陵地が広がっている。比較的なだらかな山が多いが、遙照山、弥高山、福山などの高山も存在している。
地域の北部は吉備高原の南端にあたり、山地となっている。

## 経済・産業
倉敷市の水島コンビナートや笠岡市のJFE西日本福山地区など工場地帯がある。さらにはそれらに関連する企業・団地が地域内に点在している。
商業は、各市町および合併前の旧市町の中心市街地があるが、地域内最大都市の倉敷市中心部や岡山市、福山市などの近隣大都市に大型商業施設があるため、各市街地は衰退気味である。
倉敷市をはじめ各市町には主要幹線道路付近に食料品スーパーが多く立地している。特に倉敷市には大規模商業施設が郊外にあり、地域内外から集客している。
農業では、平野部・山間部で米のほか、野菜、白桃やマスカット・ピオーネなどの果実が盛んに生産されている。海に面する地区では漁業が盛んである。
そのほか、各地域の伝統産業・伝統工芸品がある。

## 備南・南備を冠する地域内の企業・組織・施設など
- 備南広域農道
- 備南水道企業団
- 備南競艇事業組合(児島競艇第２施行者)
- 備南染工
- 南備園芸
- 南備建設